# Cocoshaker
Cocoshaker est une série télévisée d'animation française en 21 épisodes d'une à deux minutes, créée par Jean-Charles Meunier et diffusée la première fois en 1981 sur FR3 avec un générique composé par Robert Viger.

## Synopsis
La structure des épisodes est toujours la même : générique hawaïen, le soleil qui rebondit sur le sol afin de se lever, petite dispute entre les deux personnages colorés à coup de noix de coco pour grimper en haut du cocotier, puis apparition d'un nouveau cocotier à la fin quand le soleil se couche.

## Épisodes
1. L'échelle
2. Le glacier
3. Le tuyau
4. Le bouclier
5. La courte échelle
6. Par la racine
7. En parachute
8. En sous-sol
9. C'est gonflé !
10. En ballon
11. Les deux palmiers
12. Le buldozer
13. Le band hawaïen
14. Équilibre au sommet
15. Le grand voyage
16. Le samouraï
17. Le casse-briques
18. Mauvaises mines
19. Tout seul
20. Coco vole
21. De bric et de broc

## Commentaires
Cette séquence servait d'interlude télévisuel avant l'émission Les Jeux de 20 heures.

## Produits dérivés

### DVD
- Cocoshaker - L'intégrale (15 septembre 2006) ASIN B000JUBB5E